# Via San Giovanni in Laterano
 (août 2021).
Si vous disposez d'ouvrages ou d'articles de référence ou si vous connaissez des sites web de qualité traitant du thème abordé ici, merci de compléter l'article en donnant les références utiles à sa vérifiabilité et en les liant à la section « Notes et références ».
La Via San Giovanni in Laterano est une rue du centre historique de Rome, dans le rione Monti, qui relie le Colisée à la piazza San Giovanni in Laterano. Depuis 2007, elle est officiellement reconnue comme la « rue gay » de Rome, suivant l'exemple d'autres rues et quartiers dans les capitales européennes.

## L'histoire
La rue constituait le dernier tronçon de la via Papalis, couvrant la distance parcourue par la procession pontificale à l'occasion de la nomination du nouveau pape, de Saint-Pierre à la basilique de Saint Jean de Latran.
La voie a été agrandie et ouverte en 1588 par le pape Sixte V, qui voulait ouvrir une grande artère pour relier le Latran et le Colisée. À la suite des commodités apportées par Sixte V, la rue devint populaire, et le siège d'importants édifices, d'églises et de villas. 
Aujourd'hui encore, la voie est appelée, populairement, « le stradone di san Giovanni ». 

### Rue Gay de Rome
En 2004 à la suite des articles dans La Repubblica de Fabrizio Marrazzo, à l'époque président de l'Arcigay Rome, a été lancée l'idée d'une rue gay de Rome, via di San Giovanni in Laterano, comme lieu ouvert sur la ville et expression de la culture LGBT.
La rue Gay a été officiellement inaugurée, en présence de représentants de la communauté LGBT, le 2 mars 2007.
La zone a été partiellement piétonne, dans la nuit du jeudi au dimanche, du 27 juillet au 16 septembre de la même année. À l'occasion de la piétonnisation, la rue a été ré-inaugurée avec le soutien de Fabrizio Marrazzo, porte-parole pour le Centre Gay, avec Arcigay Rome et Arcilesbica Rome, 2 août parrainé par Alessandro Cecchi Paone.
Actuellement, la rue gay abrite divers restaurants et bars LGBT, comme le Coming-Out, Mon Bar, ou le Colisée.

## Vues

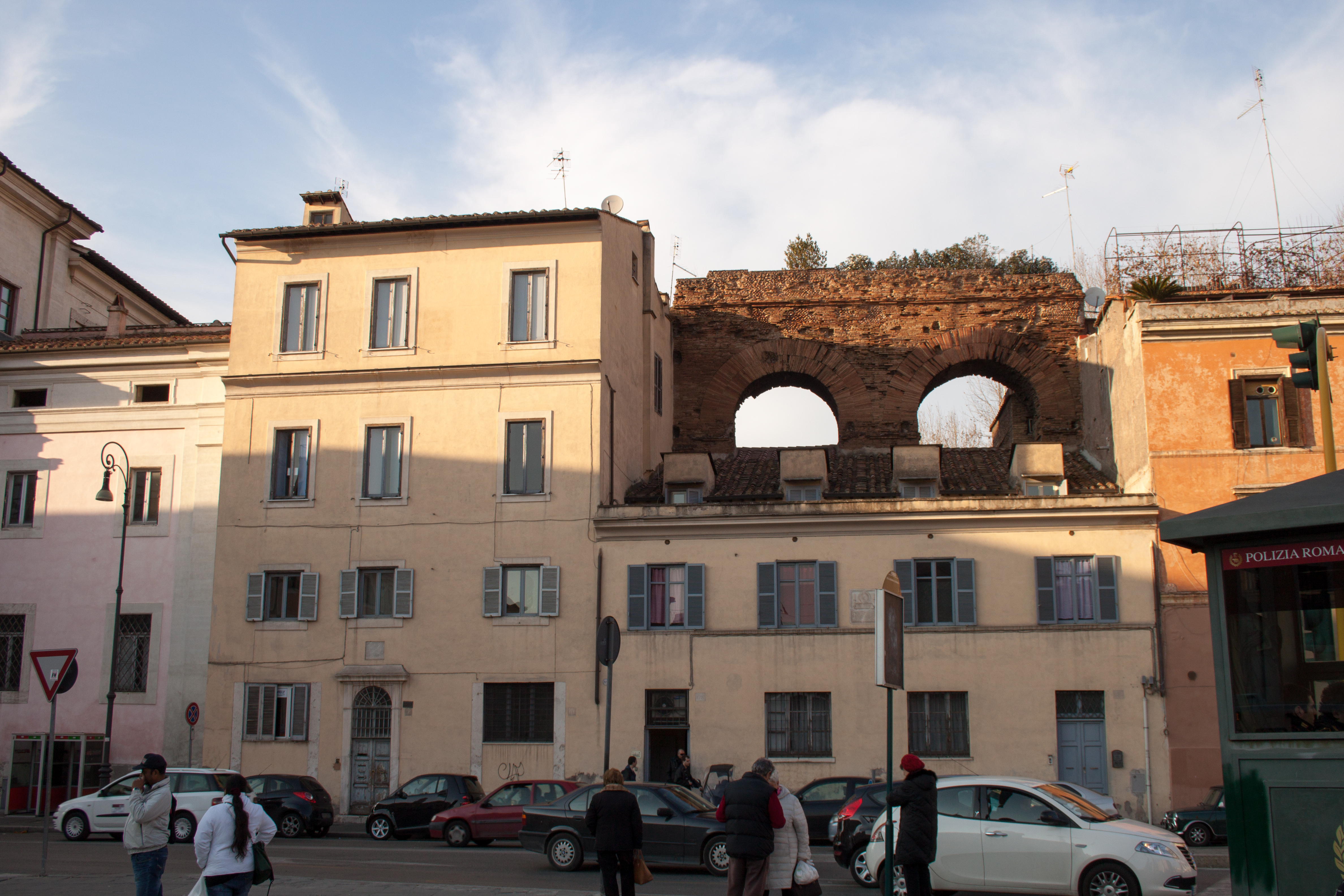
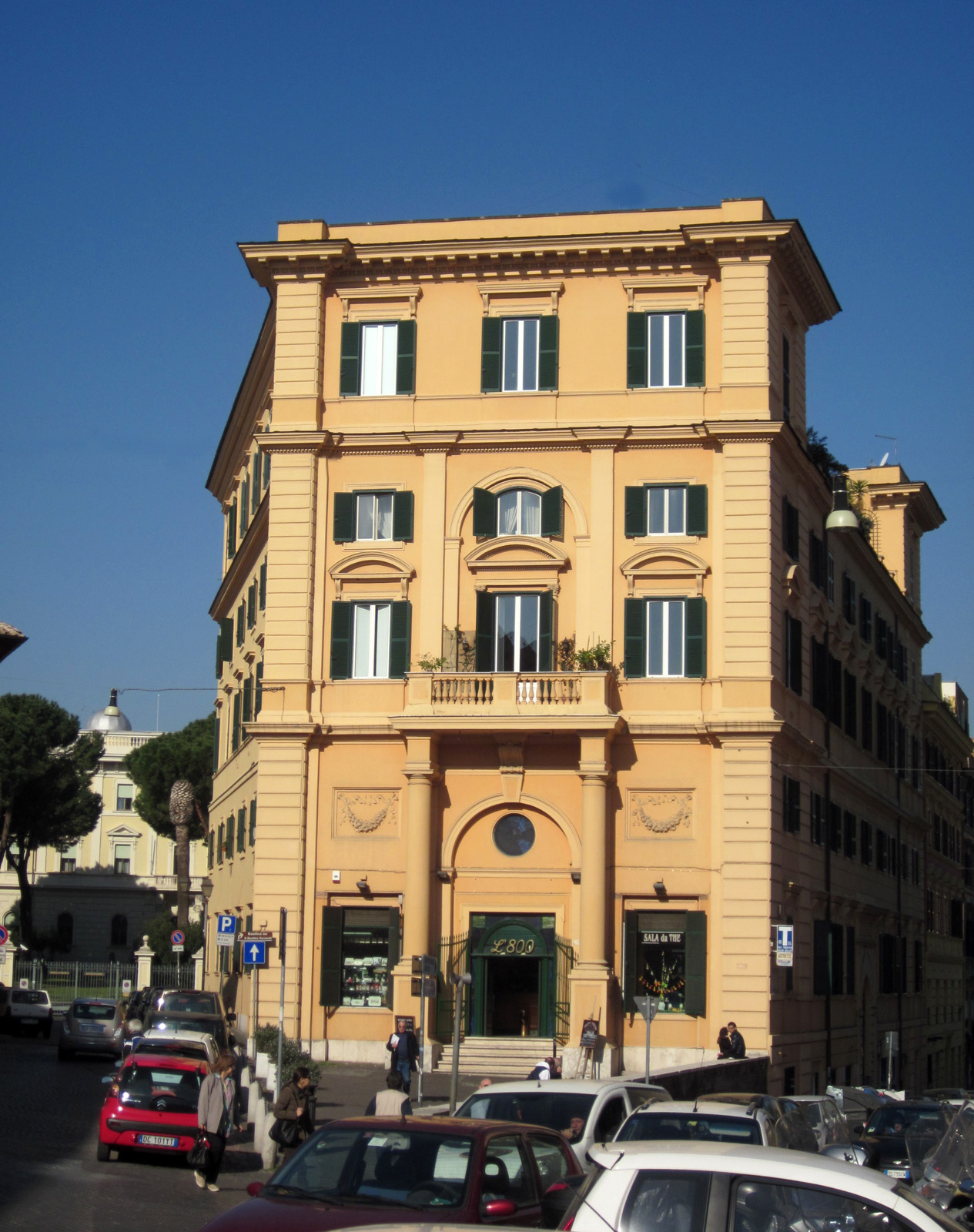
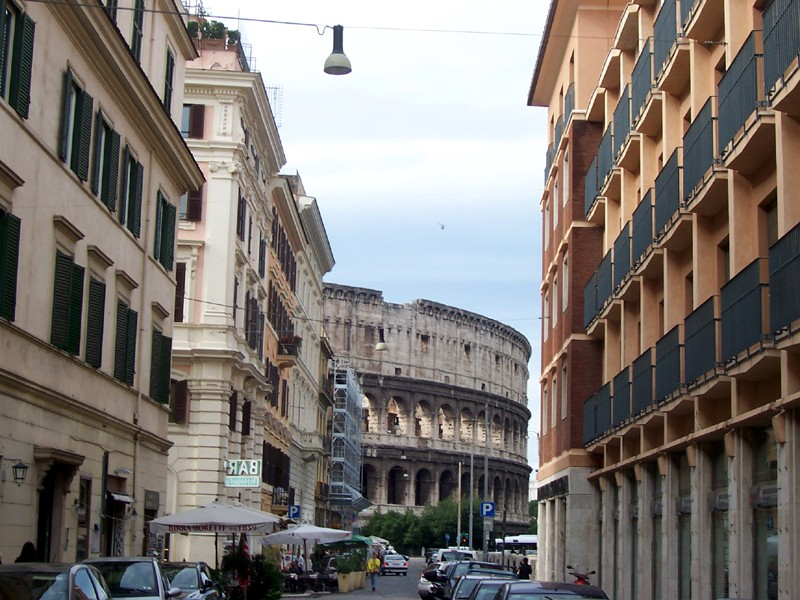

## Monuments et lieux d'intérêt
- Colisée
- Ludus Magnus
- Casino Fini
- L'église de Santa Maria de Loreto
- Basilique Saint-Clément-du-Latran
- Le Portique de l'hôpital de San Michele
- L'hôpital des Femmes